# Hiob Ludolf
Hiob Ludolf (även Job Leutholf), född 15 juni 1624 i Erfurt, död 8 april 1704 i Frankfurt, tysk orientalist.
Ludolf lärde sig redan i skolan österländska språk, särskilt etiopiska. Efter universitetsstudier i sin födelsestad och (1645- 46) i Leiden reste han genom Frankrike, England, Italien, Sverige och Danmark.
I Rom, dit han skickades av svenska sändebudet i Paris att för Drottning Kristinas räkning söka efter förkomna dokument, åtnjöt han värderik undervisning i etiopiska av abessiniern Gregorius. 1653 utsågs Ludolf till lärare för arvprinsen av Gotha och betroddes efter hand med diplomatiska uppdrag. Han flyttade 1678 till Frankfurt, där han delade sin tid emellan vetenskapliga sysselsättningar och skötandet av statsvärv för pfalziske kurfurstens räkning.
Ludolf lade grundvalarna till studiet av etiopiskan, ett fält, där inga nämnvärda förarbeten då fanns. Hans arbeten ha först på senare tiden utträngts, genom Dillmanns. 
Ludolfs förnämsta verk är Lexicon æthiopico-latinum (1661; 2:a uppl. 1699) och Grammatica æthiopica (1661; 2:a uppl. 1702). Första upplagan av dessa arbeten utgavs av en lärjunge, som förfuskade dem. Därjämte märkas Historia æthiopica (1681;
flera uppl.) med Commentarius (1691) och Appendices (1693-94), Grammatica amharicæ linguæ (1698) och Lexicon amharico-latinum (samma år).